# Mandoza
Mduduzi Edmund Tshabalala (* 19. Januar 1978 in Soweto, Südafrika; † 18. September 2016 in Johannesburg), bekannt unter dem Künstlernamen Mandoza, war einer der bekanntesten Vertreter der südafrikanischen Kwaito-Musik. Seinen musikalischen Durchbruch hatte er im Jahr 2000 mit dem Album Nkalakatha, das in Südafrika Multi-Platin-Status errang und dessen gleichnamiger Titelsong die Spitze der Charts eroberte.
2001 gewann er die South African Music Awards in den Kategorien Song of the Year und Best Kwaito Album sowie den Kora All Africa Music Award in der Kategorie Best Artist – Southern Africa.
Mandoza litt seit 2015 an einem Hirntumor. Am 10. September 2016 gab er sein letztes Konzert im Orlando Stadium in Soweto. Sechs Tage später starb er in einem Johannesburger Krankenhaus. Er hinterließ seine Ehefrau und drei Söhne. Mandoza wurde auf dem West Park Cemetery in Johannesburg beerdigt.

## Alben
- 1999: 9II5 Zola South
- 2000: Nkalakatha
- 2000: Nkalakatha (The Boss Remixes)
- 2001: It's All Right (mit Tokollo and Kabelo)
- 2002: Godoba
- 2003: Tornado
- 2004: S’gelekeqe
- 2004: Same Difference (mit Danny K)
- 2005: Phunyuka Bamphethe
- 2006: Ngwalabesi
- 2007: Champion
- 2008: Ingwenya
- 2010: Real Deal
- 2011: So Fresh
- 2013: Sgantsontso